# La Dolores (1908)
La Dolores és un drama de Fructuós Gelabert del 1908 va tenir tal èxit que es van fer dues versions més: La Dolores, el 1923, de Maximilià Thous, i La Dolores, el 1940, de Florián Rey.

## Argument
Dolores s'ha enamorat de Melchor, un barber de poble. Un dia el pare d'ella els descobreix en actitud afectuosa i decideix enviar la noia a Terol com a serventa. Melchor, gran faldiller, es presenta a Terol i després de seduir Dolores l'abandona a la seva sort.
Dolores torna a la casa del seu pare, però aquest es desentén d'ella i mor d'un atac al cor. La Dolors està a boca de tot el poble i decideix anar a la recerca de Melchor que viu a Calataiud.